# ワルター・ヒルガース

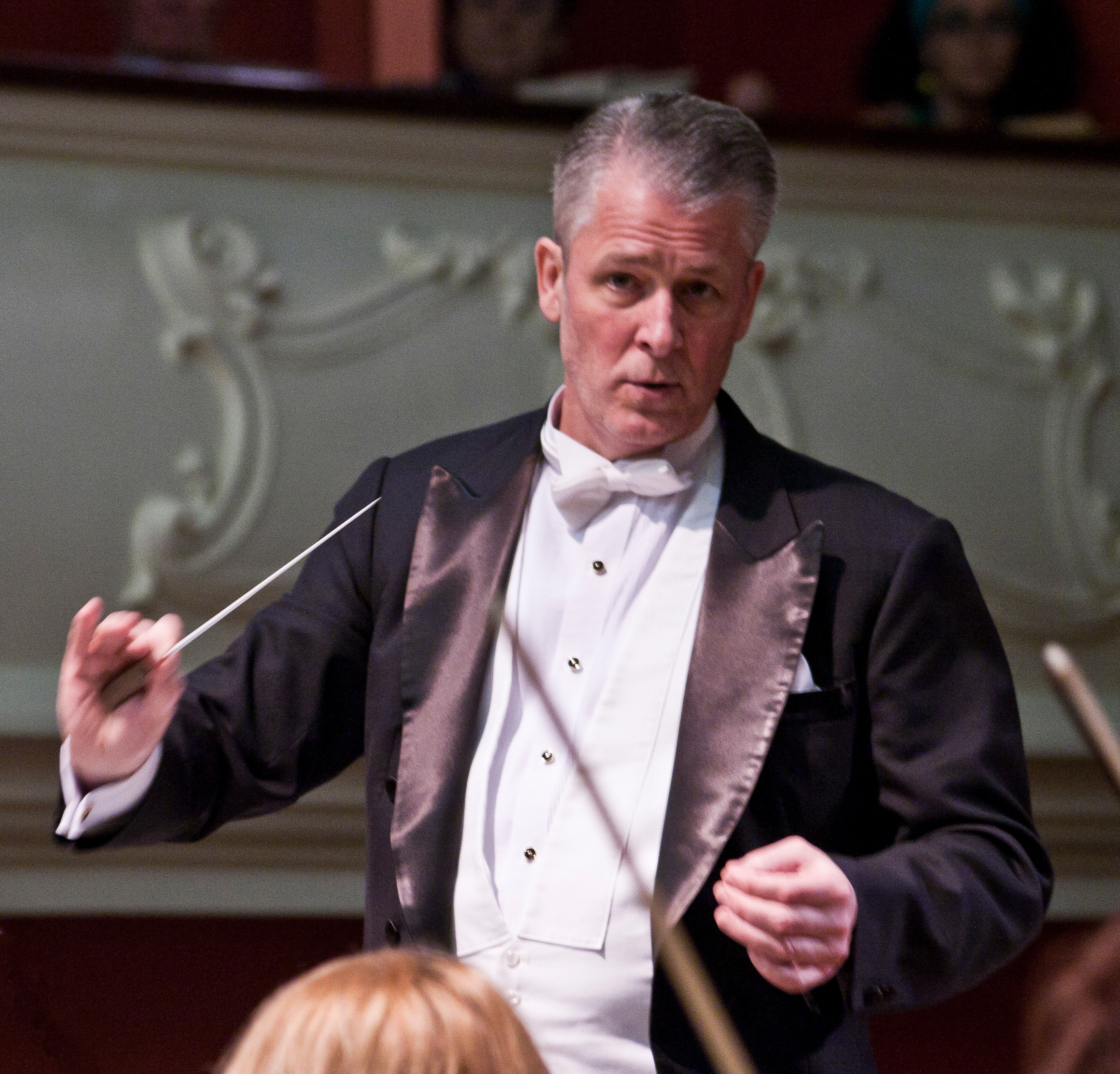
2013年

ワルター・ヒルガース（Walter Hilgers, 1959年 - ）は、ドイツ・シュトルベルク出身のチューバ奏者。 オーケストラでの活動に加えて、ソリスト、音楽教授、編曲者、指揮者としても活躍。

## 学歴
1976 - 1978年  Rheinland State Institute of Music Aachen

## キャリア
- 1978年 - 1981年 デュッセルドルフ交響楽団
- 1979年 バイロイト音楽祭に出演
- 1981年 - 1991年 ハンブルクフィルハーモニー国立管弦楽団
- 1982 - 1986年 ベルリン・フィルハーモニー管弦楽団定期客演奏者
- 1987 - 1991年 北ドイツ放送交響楽団定期客演奏者
- 1979年 - 2007 金管アンサンブル　ジャーマン・ブラス
- 1991 - 1995年 北ドイツ放送交響楽団
- 2005年 - 2007年 ウィーンフィルハーモニー管弦楽団・ウィーン国立歌劇場

## 教育活動
- 1978年 - 1981年 ロバート-シューマン音楽研究所
- 1989年 - 1995年 Hamburg Institute of Fine Arts教授（チューバ・室内楽）
- 1995年 - フランツ・リスト・ヴァイマル音楽大学教授（チューバ・室内楽）[1]

## 指揮
- 1995年 - ヒルガースにより創立されたTritonus Wimares。メンバーはシュターツカペレ-ワイマールのソロ奏者により構成。
- 2000年 - Young German Brass Soloists (Junge Deutsche Blechbläsersolisten)
- Philharmonic State Orchestra Košice、ザグレブフィルハーモニー管弦楽団、Philharmonic State Orchestra Montevideo、Europe festival orchestraの客演指揮者。